# Asiago
Asiago egy kisebb olaszországi település az Alpokban, lakosságszáma kb. 6500 fő. Az Asiagói-fennsíkon helyezkedik el (Altopiano di Asiago), közel Veneto  és Trentino-Alto Adige régiók közigazgatási határához.
Az Asiagói-fennsík további települései: Roana, Rotzo, Lusiana, Conco, Gallio, Foza,  Enego.

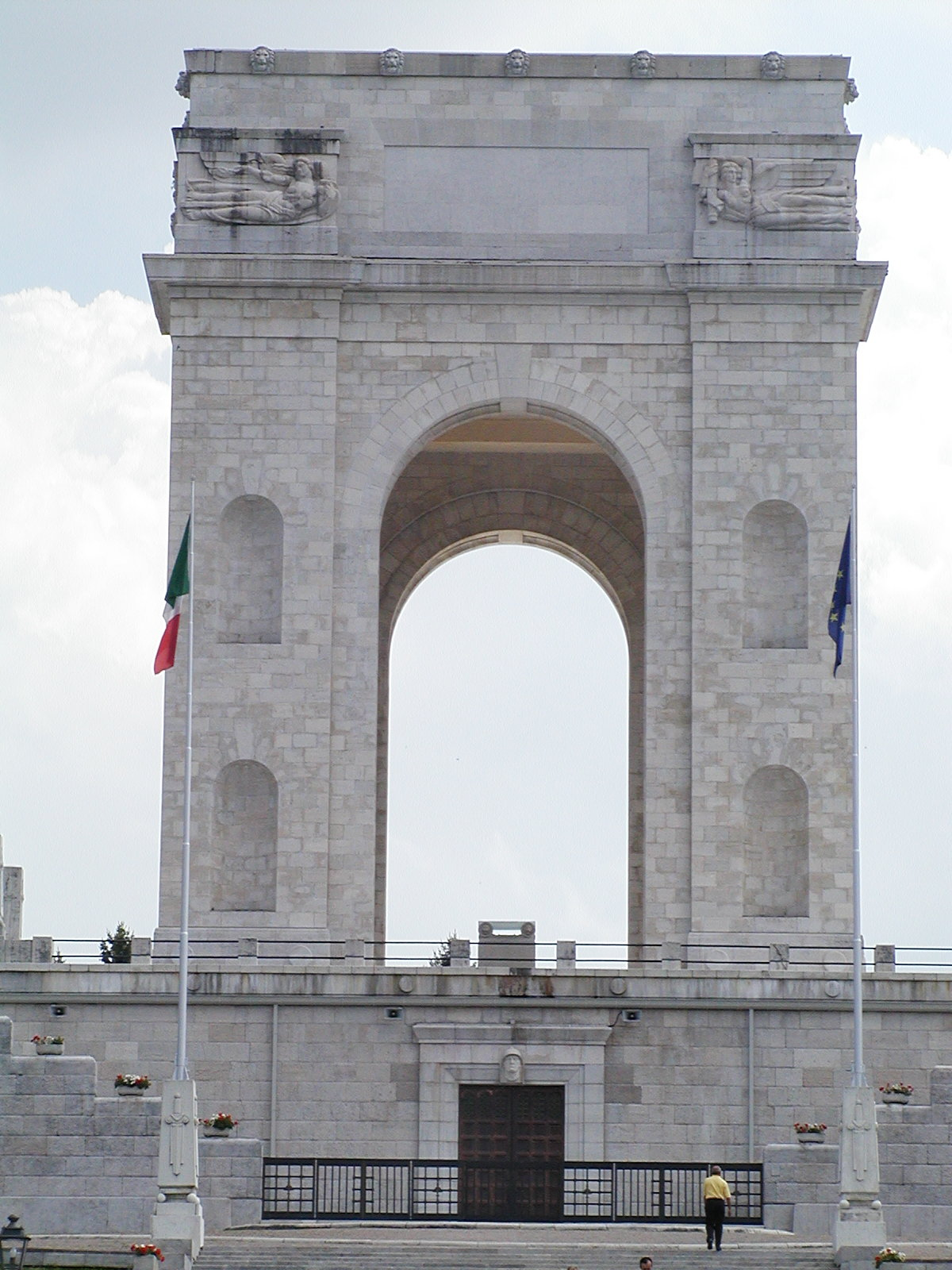
Az I. világháború áldozatainak emlékműve Asiagóban

## Népesség
| Lakosok száma | 6426 | 6441 | 6285 |
|               | 2015 | 2018 | 2023 |

## Története
- 1916-ban, az első világháborúban az olasz fronton az olasz és az osztrák-magyar monarchiabeli csapatok között nagy csata zajlott a település közelében.

## Nevezetességek
- A település híres a sajtgyártásáról (lásd: Asiago sajt).
- Jelentős síparadicsom épült ki az utóbbi évtizedekben.
- Az Asiagói Asztrofizikai Obszervatórium is a településen működik, 1942 óta.

## Testvértelepülések
- Tempio Pausania, Olaszország
- Noventa Vicentina, Olaszország
- Sinnai, Olaszország
- Armungia, Olaszország